# 447 km
447 km (ros. 447 км) – przystanek kolejowy w miejscowości Mosiejewo, w rejonie newelskim, w obwodzie pskowskim, w Rosji. Położony jest na linii Petersburg - Newel - Witebsk, nad brzegiem jeziora Bolszoj Iwan.